# Györgymajor
Györgymajor (szlovákul: Trnávka, korábban: Dornkappel) Pozsony városrésze annak II. járásában, Főréven. A város keleti szélén, Pozsonyivánka irányában terül el.

## Története
A terület sokáig alapvetően lakatlan volt, a Györgymajorhoz tartozó mezők, rétek és legelők alkották. Egyik első lakosai a majorsági kocsis volt.
Komolyabb betelepülése csak 1869 után kezdődött. 1872-ben jött létre a Heckler-féle téglagyár. A mai lakórész, Dornkappel kiépülése a major és a téglagyár közötti területen kezdődött, főleg a helyi munkások telepedtek le itt.
A negyed kiépülése 1918 után gyorsult fel. 1920-ban jött létre az eredetileg hivatalnokoknak szánt, sajátos építészeti stílusú Masaryk-telep.
Az 1930-as népszámlálás 419 házában 2039 lakost talált. A Nagy gazdasági világválság idején szegényebb családok települtek ide. Temploma 1938-ban készült el. 
A negyedet települést 1946-ban csatolták Főrévhez. 

## Elnevezése
Hagyományos neve, Dornkappel, a német Torn (tövis) és Kappel (kápolna) szavak összetételéből származik. Az érintett kápolna a téglagyár mellett állt. Szlovákul 1945 előtt ugyanezt a nevet használták, ezután kapta a tövisre utaló Trnávka nevet. Hivatalos magyar neve az itt fekvő gazdasági majorra utal vissza.

## Fordítás
Ez a szócikk részben vagy egészben  a   Trnávka (Bratislava) című szlovák Wikipédia-szócikk ezen változatának fordításán alapul.  Az eredeti cikk szerkesztőit annak laptörténete sorolja fel. Ez a jelzés csupán a megfogalmazás eredetét és a szerzői jogokat jelzi, nem szolgál a cikkben szereplő információk forrásmegjelöléseként.